# Koning Michaël I park

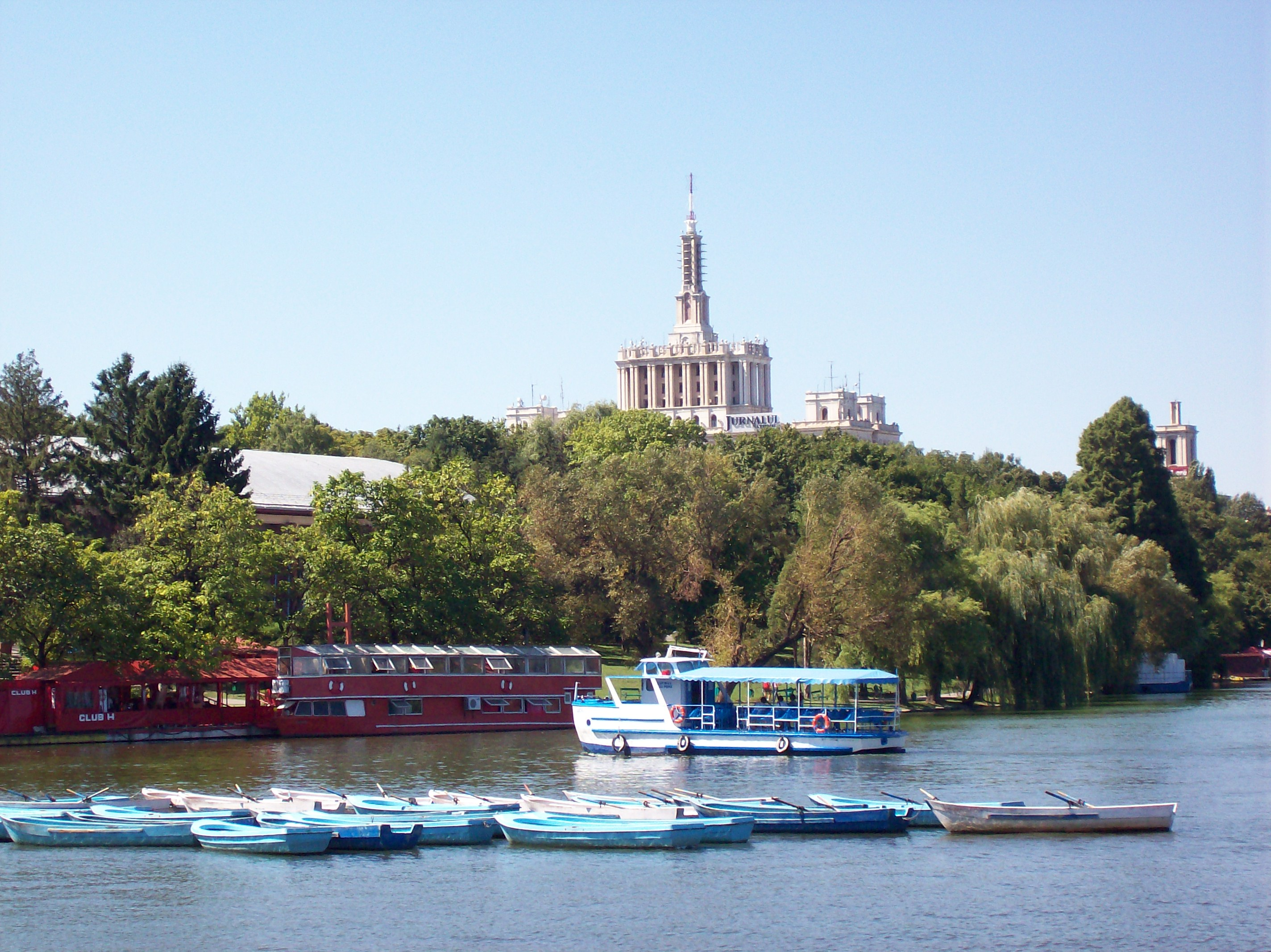
Het Koning Mihai I-park en op de achtergrond het Casa Presei Libere

Het Koning Michaël I park (Roemeens: Parcul Regele Mihai I, voorheen Parcul Herăstrău) is een groot park in het noordwesten van Boekarest, de hoofdstad van Roemenië. Het park omringt het Herăstrăumeer. De totale oppervlakte van het park is 1,1 km² waarvan 0,7 km² het meer is. Vroeger waren er moerassen op de plek van het park maar die werden drooggelegd tussen 1930 en 1935 waarna het park opende in 1936. Net buiten dit park is de Arcul de Triumf te vinden, aan de Kiseleffweg.
In mei 2006 werden beelden van de 12 grondleggers van de Europese Unie, waaronder Johan Willem Beyen en Sicco Mansholt geplaatst op een plein in het park.
In de loop van de tijd heeft het park meerdere namen gehad: Parcul Carol al II-lea, Parcul Național, Parcul I.V. Stalin en Parcul Herăstrău.
In 2017 werd na overlijden van de laatste Roemeense koning Michaël I de naam gewijzigd naar Koning Michaël I park.